# Rubber Johnny
Rubber Johnny – eksperymentalny film krótkometrażowy i zarazem teledysk do utworu Aphex Twina zrealizowany przez specjalistę od efektów specjalnych Chrisa Cunninghama w 2005 roku.
Tytuł Rubber Johnny pochodzi od angielskiego slangowego określenia na kondom. W tym wypadku odnosi się on do głównego bohatera.
Nie jest to film dokumentalny, jak twierdzą niektórzy. W postać Johnny'ego wcielił się sam Cunningham, a efekt widoczny w filmie uzyskano z wykorzystaniem protez.

## Historia
Pomysł na film pojawił się w głowie Cunninghama, gdy wyobraził on sobie ravera mutującego w czasie tańca. Główna postać (grana przez samego reżysera), Johnny, jest zdeformowanym, nadpobudliwym, poruszającym się na wózku nastolatkiem odizolowanym od świata w ciemnej piwnicy wraz ze swoim psem.
Film początkowo miał być 30-sekundowym spotem reklamowym promującym album Aphex Twina drukqs, z wykorzystaniem utworu afx237 v7. Jednak Cunningham polubił ten koncept i rozwinął krótką reklamę do dłuższej,
6-minutowej formy. Rubber Johnny był nagrywany po części na kasecie digital video, w podczerwieni. Ścieżka dźwiękowa to "Aphex Twin - Afx 237 v7 (w19rhbasement remix)" remiks wykonany przez Cunninghama, oraz "gwarek2" (w czasie napisów końcowych) również z płyty drukqs.

## Materiał
Oryginalna 4-minutowa wersja zaczyna się od ujęć migoczącej świetlówki, myszy chodzącej po napisach początkowych, ułożonych z naklejek oraz odwróconego w czasie zdejmowania z penisa prezerwatywy, na której widnieje tytuł "Rubber Johnny". 
Następnie widoczny jest Johnny wychylający się do tyłu na swoim wózku inwalidzkim, mamroczący zniekształcone
"Aphex". To rozpoczyna utwór Aphex Twina. Pies przygląda się Johnny'emu tańczącemu w rytm muzyki.
Jego taniec obejmuje ruchy przypominające balansowanie na wózku i wystrzeliwanie promieni laserowych z rąk.
Po około minucie muzyka ustaje, a do piwnicy wchodzi prawdopodobnie ojciec Johnny'ego, który niezrozumiale krzyczy na syna i wychodzi. Johnny wciąga pokaźną ścieżkę kokainy i ponownie wpada w trans, a jego ruchy są już o wiele bardziej nieskoordynowane i spazmatyczne. Chowa się za drzwiami, unikając oślepiających promieni światła, 
a muzyka staje się bardziej chaotyczna.
Chwilę później Johnny rozgniata swoją twarz na przezroczystej szybie, jego ojciec upomina go po raz drugi.
Pod koniec filmu bohater powraca do początkowej pozycji i bełkocze do swojej chihuahuy.
Wersja 6-minutowa została wzbogacona o dodaną na początku scenę rozmowy z Johnnym.